# Slaveoprøret på Sankt Jan
Slaveoprøret på Sankt Jan i Dansk Vestindien begyndte den 13. november 1733, da 150 afrikanske slaver fra Akwamu-stammen fra et område i det nuværende Ghana gjorde oprør mod ejerne og ledere af øens plantager. Oprøret på Sankt Jan varede i flere måneder, indtil det blev endeligt nedkæmpet i august 1734. Det var et af de første og længste slaveoprør i Amerika. Akwamu-slaverne erobrede fortet i Coral Bay og overtog kontrollen over det meste af øen. De havde til hensigt at genoptage afgrødeproduktionen under deres egen kontrol og bruge afrikanere fra andre stammer som slavearbejdere. 
Plantageejerne genvandt kontrollen i slutningen af maj 1734, efter at Akwamuerne blev besejret af flere hundrede bedre bevæbnede franske og schweiziske tropper sendt i april fra den franske koloni Martinique. Kolonimilitsen fortsatte med at jage maronere og kunne til sidst erklære oprøret nedkæmpet i slutningen af august 1734. 

## Baggrund

### Dansk kolonisering af Sankt Jan
Sankt Jan er den mindste af de tre hovedøer i det tidligere Dansk Vestindien. Britiske, nederlandske og danske interesser gjorde krav på den stort set ubeboede ø i 1600-tallet. I 1717 drog 20 danskere til den ubeboede ø fra Sankt Thomas, hvor en række plantager var forladt af hollænderne. Danskerne tog øen i besiddelse i 1718. Bosætterne grundlagde plantager, men der var behov for arbejdskraft til at arbejde i plantagerne. Forsøg på at bruge danske og norske straffefanger som servinger i plantagerne var ikke vellykkede og i stedet blev importeret afrikanske slavearbejdere fra Afrika. Disse afrikanske slaver udgjorde hovedparten af arbejdskraften på de danske Vestindiske øer.
Slaverne var importeret til Sankt Jan og de øvrige øer i Dansk Vestindien af Vestindisk-guineisk Kompagni, der fragtede slaver fra Guldkysten i det nuværende Ghana. I perioden op til 1733 var sendt flere slaver fra Akwamu-stammen. Akwamu-stammen havde tidligere erobret store områder omkring det nuværende Accra og havde overtaget handelsruter ind i det indre Afrika. De blev den dominerende stamme af Akanfolk i Accra-området og var kendt for at være "hårdhændede i håndteringen af de stammer, de havde besejret", idet de tog fanger og solgte dem som slaver til bl.a. Vestindisk-guineisk Kompagni. Efter at Akwamu-kongen døde, angreb rivaliserende stammer i området den svækkede Akwamu-nation, og i 1730 besejrede de Akwamuerne. Som hævn for Akwamuernes årelange undertrykkelse, blev mange Akwamuer nu solgt til slaveri til Vestindisk-guineisk Kompagni, der sendte Akwamuerne til plantagerne i Vestindien, herunder til plantagerne på Sankt Jan.
I midten af 1733 havde danske plantageejere anlagt og udviklet 109 plantager, og plantageejerne ejede over 1.000 afrikanske slaver på Sankt Jan. I 1733 var antallet af afrikanske slaver på Sankt Jan mere end fem gange så stort som antallet af europæiske indbyggere: 1087 slaver og 206 hvide. Mange af Sankt Jans plantager var ejet af folk bosiddende på St. Thomas. Disse fraværende jordbesiddere hyrede tilsynsmænd til at styre deres plantager og slaver på Sankt Jan.
På trods af det betydelige antal slaver på øen i forhold til antal hvide, havde Dansk Vestindisk Kompagni kun stillet 10 soldater til rådighed for forsvaret af Sankt Jan. Soldaterne var dårligt uddannede og blev suppleret af den lokale hvide milits. I stedet for at udstationere mere mandskab på Sankt Jan til at kontrollere slaverne, besluttede kolonirådet i stedet at skærpe straffene for at flygte eller deltage i oprør eller angreb på hvide. De strenge straffe, der omfattede piskning, afhugning af lemmer, tortur og hængning, blev offentliggjort på en plakat den 31. januar 1733 og en senere forordning i september 1733.
I 1733 blev Vestindien ramt af tørke og herefter en kraftig orkan og senere slog høsten fejl grundet insektangreb. Dette førte til, at mange slaver i Vestindien, herunder på Sankt Jan, flygtede fra slavetilværelsen og gemte sig i skovene som maroner. I oktober 1733 undslap slaver fra Suhm-familiens ejendom på den østlige del af Sankt Jan og fra ejendomme tilhørende det vestindiske kompagni og andre plantager omkring Coral Bay-området.

## Slaveoprøret
På tidspunktet for slaveoprøret på Sankt Jan var hundreder af Akwamu-folket blandt slavebefolkningen på øen. Ca. 150 Akwamu var involveret i oprøret; andre afrikanske etniske grupper støttede det ikke, og nogle var loyale over for plantageejerne.
Flere af Akwamu-slaverne havde i deres hjemland været højtstående stammemedlemmer, velhavende købmænd eller andre magtfulde medlemmer i samfundet. Disse højtstående Akwamuer udviklede planer for et oprør, hvor de skulle overtage Sankt Jan og herefter regere over øen. De planlagde at fortsætte produktionen af sukker og andre afgrøder ved at bruge afrikanere fra andre stammer som slavearbejdere. En Akwamu-høvding, Kong June, en markslave og formand på Sødtmann-ejendommen, var leder af oprøret. Andre ledere var Kanta, Kong Bolombo, Prins Aquashie og kvinden Breffu. Ifølge en rapport fra den franske plantageejer Pierre Pannet mødtes oprørslederne regelmæssigt om natten i et stykke tid for at udvikle planen.

### Begivenhederne den 13. november 1733
Slaveopstanden fra 1733 blev indledt den 13. november 1733 på embedsmanden Johannes Sødtmanns plantage ved Cruyts Bugten (Coral Bay). En time senere blev andre slaver rutinemæssigt lukket ind på Kritiansfortet ved Cruyts Bugten for at levere brænde. De havde skjult knive i brændestablerne, som de brugte til at dræbe samtlige fortets soldater. En gruppe oprørere under ledelse af Kong June opholdt sig i fortet for at opretholde kontrollen. De afskød fortets kanon som signal om, at oprøret var i gang, hvorefter en anden gruppe overtog ejendommene i området omkring Cruyt Bugten og dræbte de fleste hvide på disse plantager. De undlod omfattende ødelæggelse af ejendommene, da de havde til hensigt at overtage godserne og genoptage afgrødeproduktionen til deres egen fordel.
Efter at have overtaget ejendommene nær Coral Bay tilhørende Suhm, Sødtmann og det Vestindiske Kompagni, rykkede oprørerne mod øvrige dele af øen. Oprørerne angreb Cinnamon Bay Plantation på den centrale nordkyst. Jordejerne John og Lieven Jansen og en gruppe loyale slaver forsvarende sig mod angrebet og beskød de fremrykkende oprørere. Familien Jansen var i stand til at flygte til en båd og sejle til Durlos Plantage. De loyale Jansen-slaver undslap også. Oprørerne plyndrede Jansen-plantagen og gik videre for at konfrontere hvide, der søgte tilflugt på Durlos plantage. Forsvarerne afviste slavernes angreb på Durlo, og mange plantageejere og deres familier flygtede herefter til St. Thomas over havet, ca. 8-14 km væk.

### Afslutningen på oprøret og eftervirkningerne
Danske embedsmænd appellerede om hjælp til franske kolonister på Martinique, der ligger ca. 520 km fra Dansk Vestindien. To franske skibe med flere hundrede franske og schweiziske tropper ankom derfra til St. Jan den 23. april 1734 for at genetablere kolonistyret på øen. Det lykkedes de fransk/schweiziske tropper at genetablere kolonistyrets kontrol med øen den 27. maj 1734. De franske skibe returnerede til Martinique den 1. juni og overlod det til den lokale milits at opspore de resterende oprørere, hvilket militsen gjorde i løbet af de næste tre måneder.
Slaveoprøret blev betragtet som afsluttet den 25. august 1734, da sergent Øttingen tilfangetog de resterende maroon-oprørere. Efter oprøret forlod flere plantageejere Sankt Jan til fordel for Sankt Croix, som Dansk-vestindisk kompagni havde købt af franskmændene i 1733. Fire skibe sejlede plantageejere og deres familier fra Charlotte Amalie i august.
Franz Claasen, en loyal slave af van Stell-familien, fik overdraget Mary Point Estate for at advare familien om oprøret og hjælpe med deres flugt til St. Thomas. Franz Claasens ejerskab blev registreret den 20. august 1738 af Jacob van Stell, hvilket gjorde Claasen til den første 'frie farvede' grundejer på St. Jan.

## Senere slaveri på øerne
I 1792 udstedte Christian 7. "Forordning om Neger-Handelen", der forbød dansk handel med slaver med virkning fra 1803, men selve slaveriet blev først forbudt i 1848. Forinden havde briterne frigivet deres slaver på de britiske vestindiske øer i 1838, hvilket havde fået flere slaver på St. Jan til at flygte til den nærliggende Tortola og andre britiske øer. Den 3. juli 1848, 114 år efter slaveoprøret, blev afholdt demonstrationer på Sankt Croix, hvilket fik generalguvernør Peter von Scholten til at erklærede slaveriets ophævelse i hele Dansk Vestindien.